# Імператор Сенка
Імператор Се́нка (яп. 宣化天皇, せんかてんのう, сейму тенно;467 — 15 березня 539) — 28-й Імператор Японії згідно з традиційним порядком успадкування, синтоїстське божество. Роки правління: січень 536 (?) — 15 березня 539 (?). Вважається останнім імператором періоду Ямато.
Неможливо встановити достовірних дат правління цього імператора, але традиційно вважають, що він перебував на троні від 536 до 539 року.

## Легендарна оповідь
Вважають, що його батько Кейтай правив країною на початку 6-го століття, але інформації про нього дуже мало. Матеріалів для подальшої верифікації та вивчення недостатньо.
Коли Імператор Анкан помер, то він не мав нащадків, тому за підтримки Отомо но Канамури правління перейшло до його рідного молодшого брата Хінокума но Такати, відомого нині під ім'ям Сенка. Новий правитель був досить похилого віку в момент свого сходження на престол і за переказами його правління тривало лише три роки.
На той момент його титул швидше за все не був тенно, оскільки більшість істориків вважають, що його ввели під час правління Імператора Темму та Імператриці Дзіто. Припускають, що цей титул, швидше за все, був сумерамікото або аменосіта сіросімеру окімі (治天下大王), що означає «великий король, який править усім під небесами». Також Сенку могли називати (ヤマト大王/大君) або «великий король Ямато».
Вважають, що під час цього правління Сога-но Інаме був першим верифікованим «великим міністром» або Омі (також ідентифікований як О-омі). Ймовірно це було зроблене для завершення конфлікту з кланом Сога, який підтримував претендента на трон Амекуніоші-харакі-хіроніву.
Одружився з принцесою Татібані но Накацу, донькою імператора Нінкена. Також мав двох наложниць. Загалом його жінки народили 3 синів і 5 доньок. Своєю резиденцією обрав палац Хінокума-но-Іориномія (біля села Асука). Водночас за наполяганням Отомо но Канамури відновив війну проти Сілли за Міману, але досяг значних успіхів.
Після його смерті 539 року всупереч намаганням Касуги но Ямади, доньці імператора Нінкена (що додатково підтверджує хиткість прав на владу синів Кейтая), за підтримки кланів Сога і Отомо влада дісталася зведеному братові Амекуніоші-харакі-хіроніві, який став знаний як імператор Кіммей.
Традиційно місцем поклоніння цьому імператорові є меморіальне святилище синто (місасагі) в місті Нара. Управління Імператорського двору Японії позначає це місце як мавзолей імператора Сенка.. Воно формально називається Муса-но Цукісака-но е-но місасагі; проте, згідно з деякими істориками та археологами, справжнє місце поховання ранніх імператорів залишається не до кінця встановленим.